# Paulin Ier d'Aquilée
Paulin  Ier d'Aquilée (mort vers 569) est archevêque puis patriarche d'Aquilée de 557 à 569. Le diminutif Paulinus, qui a souvent été adopté dans l'historiographie, est le fait d'une moquerie du pape.
Il est l'un des principaux artisans du schisme des Trois Chapitres.

## Affaire dite des Trois Chapitres
Lorsque le pape Pélage Ier reconnait le deuxième concile de Constantinople au cours de la dispute des Trois Chapitres et condamne la christologie, le prédécesseur de Paulin, Macedonius se détourne du Saint-Siège avec tous les évêques de sa province ecclésiastique : ils tiennent fermement à leur croyance dans les deux natures de Jésus-Christ, divine et humaine, telles que formulées dans les Trois chapitres.
La séparation finale survient sous Paulin, qui convoque son propre concile à Aquilée vers 558, qui reconnaît la doctrine des deux natures. À partir de ce moment, Paulin se qualifie de « patriarche », un titre réservé uniquement au pape, qui à son tour le ridiculise en le nommant « Paulinus ».
Le différend des Trois Chapitres dure de 532 à 699 et est réglé lors d'une assemblée de l'église. Il jette les bases de la position spécifique des patriarches d'Aquilée au sein de l'Église catholique et est à l'origine de leur pouvoir séculier ultérieur.

## Départ à Grado

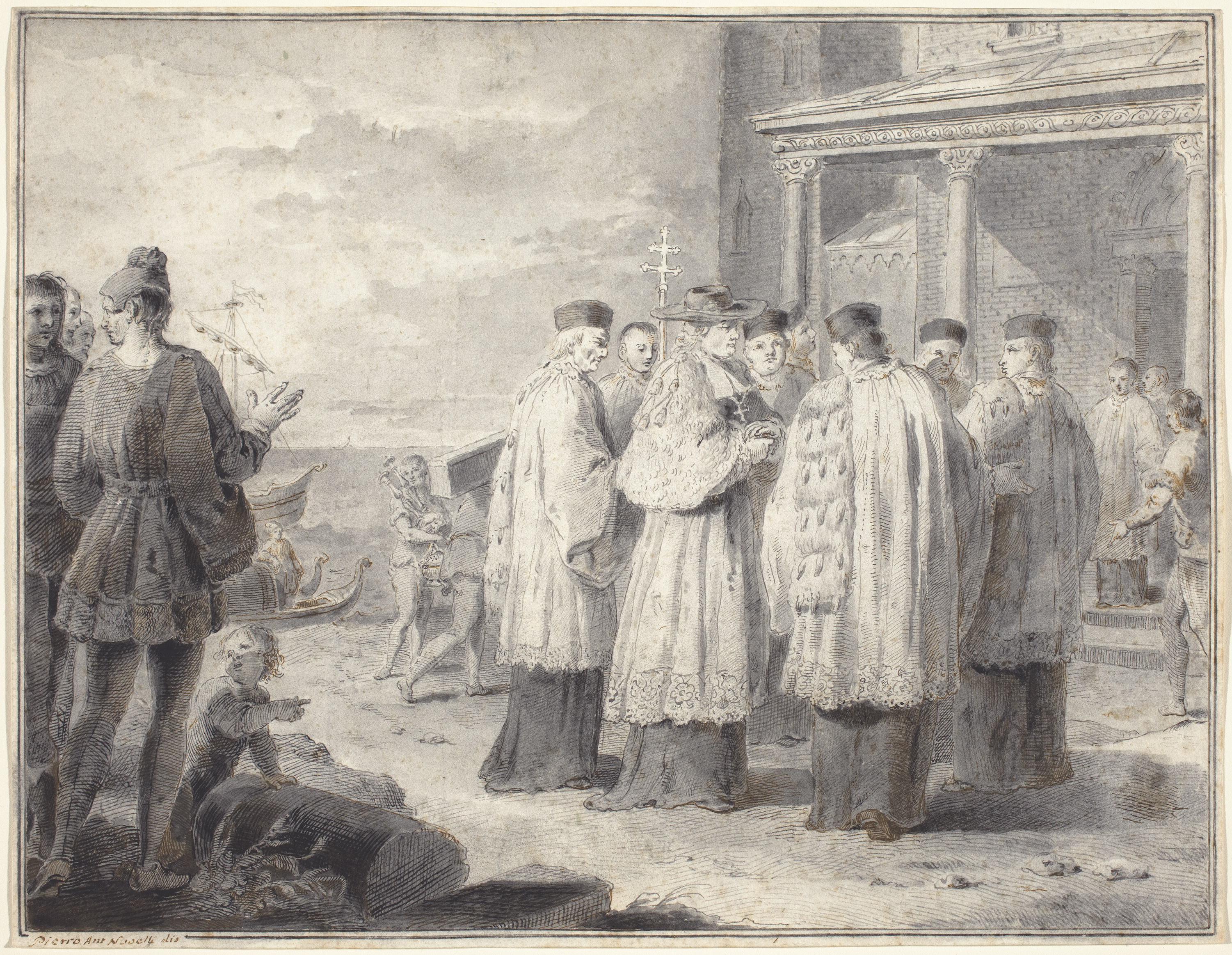
Pietro Antonio Novelli, Paulinus, cardinal et patriarche d'Aquilée, déplace son siège à Grado, vers 1796, National Gallery of Art, Washington.

Lorsque les Lombards envahissent le Frioul, Paulin s'enfuit vers la presqu'île de Grado en 568 avec sa congrégation, les reliques de saint Hermagoras et des martyrs d'Aquilée, dont celles du deuxième évêque d'Aquilée, Ilario, et de son diacre Taziano, et le trésor de l'église. Contrairement à ses prédécesseurs, qui n'ont jamais cherché refuge qu'à court terme à Grado, Paulin et ses partisans s'installent sur la péninsule. Son chapitre de chanoines continue cependant à résider sur le continent à Aquilée.
En 699, la séparation spatiale et la réconciliation du patriarche basé à Grado avec le pape sont le point de départ de la division du patriarcat : un patriarcat basé à Grado (Aquileia Nova) et le patriarcat resté à Aquilée voient le jour.